# Sant Antoni de Calonge
Sant Antoni de Calonge és una entitat de població del municipi baix-empordanès de Calonge i Sant Antoni. És situa al sud de la Badia de Palamós, i té limits municipals amb Platja d'Aro. Té uns 3.400 habitants.

## Geografia
Situat entre Torre Valentina, al sud, i Palamós, al nord, forma part del terme municipal de Calonge i Sant Antoni. Al 2024 tenia 3.381 habitants. Durant els mesos d'estiu, però, hi resideixen una gran quantitat de turistes, tant de Catalunya com de la resta de l'Estat espanyol i d'altres països.
Aquest nucli està situat en una zona molt turística que la podem anomenar com a l'Empordà Meridional, que conforma tots els municipis de costa del Baix Empordà, i de fet, el municipi està envoltat d'altres municipis turístics veïns que també formen part d'aquesta zona com Palamós, Begur, Sant Feliu de Guíxols, Calella de Palafrugell, Platja d'Aro, Pals... i molts més municipis.

## Història
L'any 1923 s'hi va construir l'església de Sant Antoni, situada al centre del poble.
Durant la Guerra Civil espanyola, fou un municipi independent, per decret de la Generalitat de Catalunya, que va procedir a uns canvis en els topònims, i passà a anomenar-se Sant Antoni de Mar i Llevantí de Mar. El 1939 fou annexionat unilateralment per l'ajuntament franquista de Calonge.

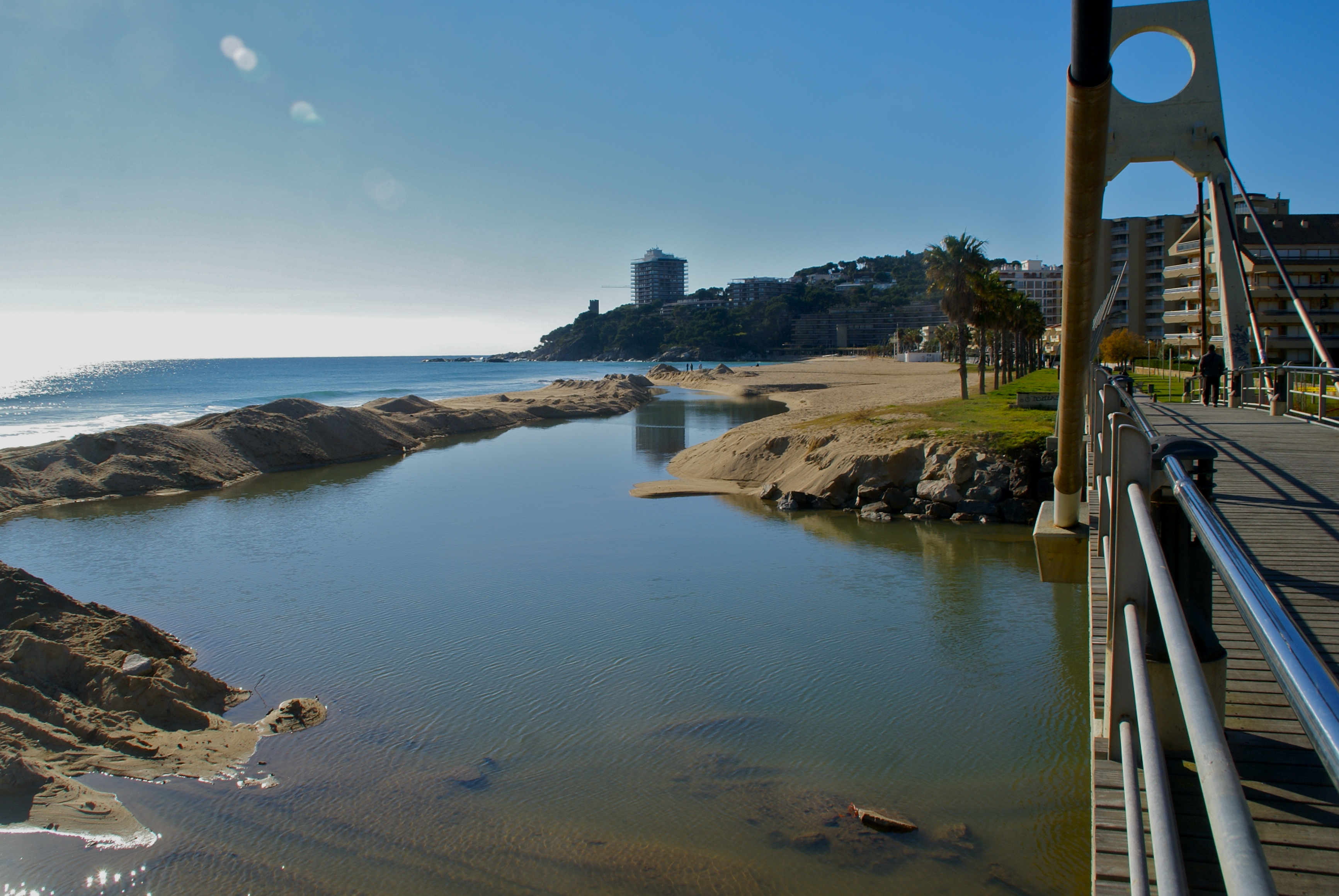
Desembocadament de la Riera de Calonge i “Pont dels Ànecs”

## Llocs d'interès
- El jaciment arqueològic de la vil·la romana del Collet
- L'Ermita de Santa Maria del Collet

## Calongins de Sant Antoni destacats
- Josep Mundet i Carbó (1875 - 1940)
- Artur Mundet i Carbó (1878 – 1965)
- Lluís Moreno i Pallí (1907 - 1974)
- Francina Esteve i Garcia (1960)

Hi residí Robert Ruark (Wilmington, 1915 - Londres, 1965), escriptor i periodista que volgué ésser-hi enterrat a prop, al cementiri de Palamós.